# Маклер (газета)
«Маклер» — рекламно-інформаційне видання. Засновано в січні 1991а. Виходить і поширюється в Молдові, Одеській та Миколаївській областях України. 

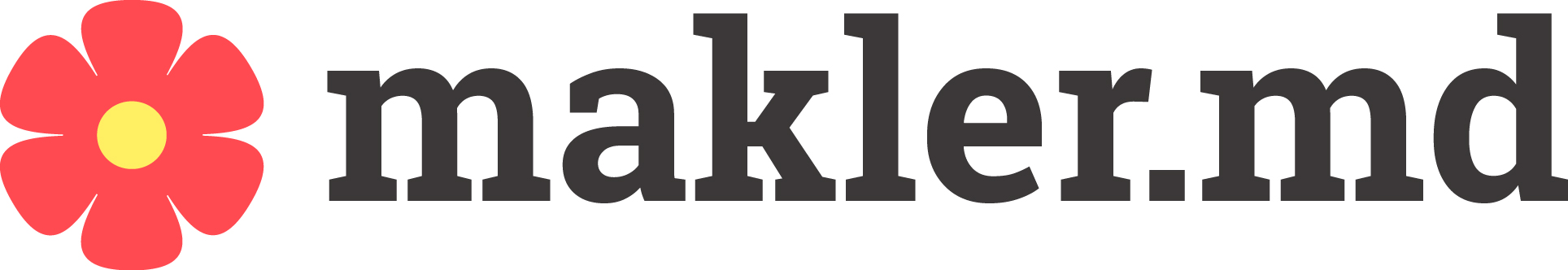
Логотип видання

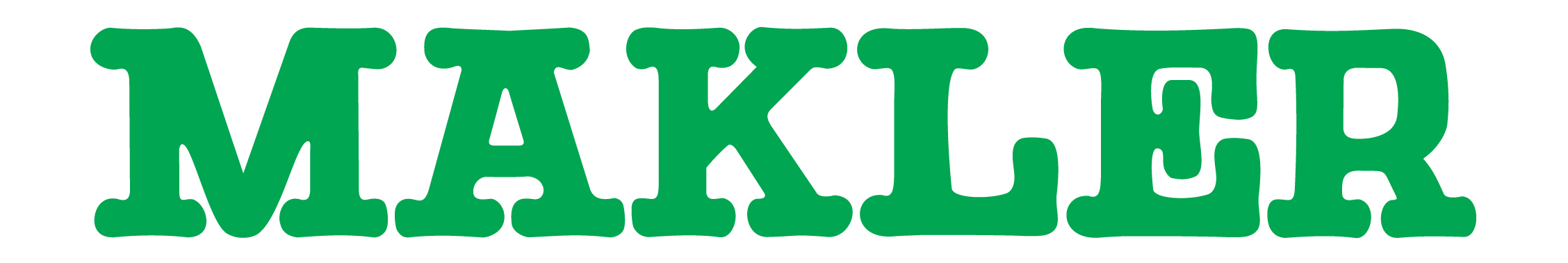
Логотип видання

Рекламна газета «Маклер» є членом «Співдружності рекламно-інформаційних видань» Молдови та України.

## Історія

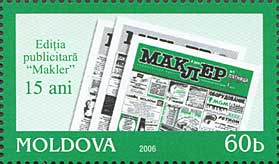
Поштова марка, присвячена ювілею видання

- січень 1991 ріка — виходить перший номер газети в місті Кишинів
- березень 1992 ріка — газета виходить 2 рази на тиждень
- вересень 1995 ріка — виходить газета в місті Одеса
- Серпень 1996 ріка — газета виходить у місті Бєльці
- Грудень 1997 ріка — газета виходить у місті Тирасполь
- Грудень 2000 ріка — газета виходить у місті Рибниця
- січень 2002 ріка — газета виходить у місті Миколаїв
- червень 2010 ріка — запуск нового порталу Makler.md

## Міста виходу газет
- Кишинів, 2 рази на тиждень — вівторок, п'ятниця.
- Бєльці, 1 раз на тиждень - четвер.
- Тирасполь, 1 раз на тиждень - четвер.
- Миколаїв, 1 раз на тиждень - середа.